# Anton Martin Bauer
Anton Martin Bauer (* 10. September 1963 in Unterpremstätten, Steiermark) ist ein österreichischer Springreiter, ehemaliger Vielseitigkeitsreiter, Züchter, Ausbilder, Reitlehrer und Parcoursbauer.
1996 startete er bei den Olympischen Spielen in Atlanta, vier Jahre darauf ritt er in Sydney. Er ist siebenfacher österreichischer Staatsmeister sowie Teilnehmer und Sieger mehrerer Nationenpreise.

## Werdegang
Bauer ritt viele Jahre im Stall des Vielseitigkeitsreiters Norbert Serschen, bei dem er auch seine Bereiter-Ausbildung absolvierte. Im Vielseitigkeitsreiten wurde er Junioren-Meister und startete bei der Europameisterschaft. Nach der Lehre arbeitete er drei Jahre im Bundesgestüt Piber.
Ab 1985 arbeitete er für Peter Mylius in Sachendorf, bei dem er ins Springlager wechselte. 1992 holte er seine ersten internationalen Turniererfolge, gewann unter anderem den Großen Preis von Palermo und startete dort erstmals in einem Nationenpreis. Bei der Europameisterschaft 1993 in Gijón und bei der Weltmeisterschaft 1994 in Den Haag war er ebenfalls im Team.
1994 machte er sich selbständig und kaufte 1995 mit Sponsor Mostegel den Wallach Vesuve Paluelle, mit dem er unter dem Namen Remus bei den Olympischen Spielen in Atlanta startete und im Einzel Rang 11 erreichte. Kurz darauf wurde der Wallach verkauft. 
Mit den Pferden Remus Racing und Remus Equo fand er Ersatz. Die großen Erfolge stellten sich jedoch erst 1998 ein: Beim Großen Preis von München im Rahmen der Munich Indoors belegte er auf Remus Equo Rang zwei und siegte kurz darauf im Championat von Hannover.
2009 erreichte er bei den Young Horses World Championship in Lanaken (BEL) im Finale der Fünfjährigen mit dem Holsteiner Schimmelwallach Cataldo Platz 7.
Bauer betreibt das Equo Reitsportzentrum bei Maria Ponsee in Österreich.

## Sonstiges
Am 11. April 2005 um 2 Uhr nachts verunglückte sein Pferdetransporter auf dem Rückweg vom Turnier in Manerbio auf einer italienischen Autobahn im Raum Venedig. Laut Polizeibericht wurde der Transporter von einem überholenden Auto in den Graben gedrängt und überschlug sich. Dabei starben seine Spitzenpferde Remus Racing und Coconut Kiss; sein drittes Pferd Castello, mit dem er kurz zuvor den Großen Preis gewonnen hatte, wurde schwer verletzt. Seine beiden Nachwuchspferde, die sich im Anhänger befanden, blieben unverletzt. Die Befreiung der Pferde dauerte mehrere Stunden. Da weder die Pferde noch der LKW versichert waren, bedrohte der Unfall Bauers Existenz.

## Pferde (Auszug)
- Remus (auch Vesuve Paluelle, Remus Vesuve oder Remus Vep)
- Remus Equo
- Remus Racing 2 (* 1991; † 2005 in Italien), brauner BWP-Wallach, Besitzer: Anton Martin Bauer, 2005 bei einem LKW-Unfall gestorben.
- Coconut Kiss (* 1996; † 2005 in Italien), KWPN, Schimmelhengst, Vater: Celano, Muttervater: Dillenburg, Besitzer: Anton Martin Bauer, 2005 bei einem LKW-Unfall gestorben.
- Castello (* 1996), brauner Holsteiner Wallach

## Weblink
- Homepage